# Швелер

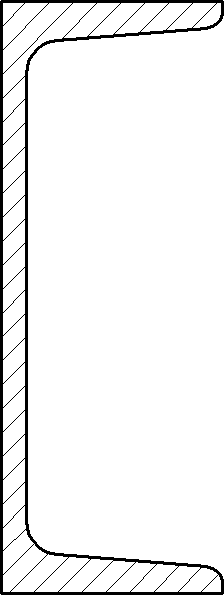
Поперечний переріз швелера

Шве́лер (нім. Schweller) — металопрокат поперечного перерізу у вигляді літери П із заокругленими внутрішніми крайками
Використовується як елемент опорних конструкцій в будівництві (ферм, перекриттів, мостів) та машинобудуванні (рам, корпусів).

## Типи швелерів
Швелери за способом виготовлення можна поділити на:
- сталеві гарячекатані[2], котрі виконують з паралельними гранями полиць і з ухилом внутрішніх граней полиць;

З паралельними гранями полиць
З ухилом внутрішніх граней полиць

- сталеві спеціальні (застосовуються в машинобудуванні[3] і вагонобудуванні[4]);
- сталеві гнуті рівнополичні[5];
- сталеві гнуті нерівнополичні[6].

При виробництві швелерів виготовляють заготовки від 4 до 12 метрів в довжину, розділяючи їх на заготовки мірної довжини, кратної мірної довжини і немірної довжини. Прокат гарячекатаних швелерів може здійснюватися з високою (А), підвищеною (Б) або звичайною точністю (В).

## Основні геометричні характеристики швелера
Назви величин, які характеризують властивості швелера:
- висота (швелера) h;
- ширина полиці b;
- товщина стінки s;
- товщина полиці t;
- радіус внутрішнього закруглення R;
- радіус закруглення полиці r;
- відстань від осі Y-Y до зовнішньої грані стінки X0;
- перекіс полиці;
- прогин стінки по висоті перерізу профілю;
- площа поперечного перерізу F;
- момент інерції IX, IY;
- момент опору WX, WY;
- радіус інерції iX, iY.

## Маркування
Швелер зазвичай маркують числом (його висота в сантиметрах), або трьома числами — висота х ширина полиці х товщина профілю. Особливості профілю маркуються літерою: У — з ухилом внутрішніх граней полиць, П — паралельні полиці. Менше поширені: Э та Л — з паралельними гранями полиць, відповідно, економічної та легкої серії, С — спеціальні.
Наприклад: Швелер 16У — швелер з висотою 160 мм з ухилом внутрішніх граней полиць.